# Ronald Pognon
Ronald Pognon (ur. 16 listopada 1982 w Le Lamentin na Martynice) – francuski lekkoatleta specjalizujący się w sprincie.
Pognon brał trzykrotnie udział w Igrzyskach Olimpijskich (Ateny 2004, Pekin 2008 & Londyn 2012). Pierwszy międzynarodowy sukces odniósł w 2000 roku kiedy zdobył wraz z kolegami z reprezentacji srebrny medal mistrzostw świata juniorów w biegu rozstawnym 4 × 100 m. Jeszcze jako junior i młodzieżowiec zdobywał medale mistrzostw Europy w tych kategoriach wiekowych. W 2005 roku reprezentacja Francji, z Pognon w składzie, wygrała mistrzostwo świata w sztafecie 4 × 100 m, a w kolejnym sezonie brąz na mistrzostwach Europy. Wielokrotnie zdobywał medale mistrzostw Francji, reprezentant w pucharze Europy oraz rekordzista kraju. Od 13 lutego 2005 do 7 lutego 2009 był halowym rekordzistą Europy w biegu na 60 m.
W 2012 został brązowym medalistą olimpijskim w konkurencji biegu sztafet 4 × 100 m.

## Osiągnięcia
| Rok  | Impreza                                 | Miejsce    | Konkurencja        | Pozycja     | Wynik |
| ---- | --------------------------------------- | ---------- | ------------------ | ----------- | ----- |
| 2000 | Mistrzostwa świata juniorów             | Santiago   | sztafeta 4 × 100 m | 2. miejsce  | 39,33 |
| 2001 | Mistrzostwa Europy juniorów             | Grosseto   | bieg na 200 m      | 1. miejsce  | 20,80 |
| 2001 | Mistrzostwa Europy juniorów             | Grosseto   | sztafeta 4 × 100 m | 2. miejsce  | 39,76 |
| 2002 | Mistrzostwa Europy                      | Monachium  | sztafeta 4 × 100 m | 4. miejsce  | 38,97 |
| 2002 | Mistrzostwa Europy                      | Monachium  | bieg na 200 m      | półfinał    | 21,04 |
| 2003 | Młodzieżowe mistrzostwa Europy          | Bydgoszcz  | bieg na 100 m      | 1. miejsce  | 10,19 |
| 2003 | Mistrzostwa świata                      | Paryż      | bieg na 100 m      | półfinał    | 10,25 |
| 2004 | Halowy puchar Europy                    | Lipsk      | bieg na 60 m       | 5. miejsce  | 6,71  |
| 2004 | Halowe mistrzostwa świata               | Budapeszt  | bieg na 60 m       | eliminacje  | 6,73  |
| 2004 | Superliga pucharu Europy                | Bydgoszcz  | bieg na 100 m      | 2. miejsce  | 10,43 |
| 2004 | Superliga pucharu Europy                | Bydgoszcz  | bieg na 200 m      | 4. miejsce  | 20,63 |
| 2004 | Igrzyska olimpijskie                    | Ateny      | bieg na 100 m      | półfinał    | 10,32 |
| 2005 | Halowe mistrzostwa Europy               | Madryt     | bieg na 60 m       | 2. miejsce  | 6,62  |
| 2005 | Superliga pucharu Europy                | Florencja  | bieg na 100 m      | 1. miejsce  | 10,06 |
| 2005 | Superliga pucharu Europy                | Florencja  | sztafeta 4 × 100 m | 3. miejsce  | 38,78 |
| 2005 | Mistrzostwa świata                      | Helsinki   | bieg na 100 m      | półfinał    | 10,17 |
| 2005 | Mistrzostwa świata                      | Helsinki   | bieg na 200 m      | ćwierćfinał | 21,26 |
| 2005 | Mistrzostwa świata                      | Helsinki   | sztafeta 4 × 400 m | 1. miejsce  | 38,08 |
| 2005 | Światowy finał lekkoatletyczny IAAF     | Monako     | bieg na 100 m      | 5. miejsce  | 10,07 |
| 2006 | Halowy puchar Europy                    | Liévin     | bieg na 60 m       | 1. miejsce  | 6,65  |
| 2006 | Halowe mistrzostwa świata               | Moskwa     | bieg na 60 m       | 6. miejsce  | 6,61  |
| 2006 | Superliga pucharu Europy                | Malaga     | bieg na 100 m      | 1. miejsce  | 10,13 |
| 2006 | Superliga pucharu Europy                | Malaga     | bieg na 200 m      | 2. miejsce  | 20,37 |
| 2006 | Mistrzostwa Europy                      | Göteborg   | bieg na 100 m      | 4. miejsce  | 10,16 |
| 2006 | Mistrzostwa Europy                      | Göteborg   | sztafeta 4 × 100 m | 3. miejsce  | 39,07 |
| 2006 | Światowy finał lekkoatletyczny IAAF     | Stuttgart  | bieg na 100 m      | 6. miejsce  | 10,10 |
| 2006 | Puchar świata                           | Ateny      | bieg na 100 m      | 5. miejsce  | 10,17 |
| 2007 | Halowe mistrzostwa Europy               | Birmingham | bieg na 60 m       | 3. miejsce  | 6,60  |
| 2008 | Superliga pucharu Europy                | Annecy     | sztafeta 4 × 100 m | 4. miejsce  | 38,78 |
| 2008 | Igrzyska olimpijskie                    | Pekin      | bieg na 100 m      | ćwierćfinał | 10,21 |
| 2008 | Światowy finał lekkoatletyczny          | Stuttgart  | bieg na 100 m      | 7. miejsce  | 10,27 |
| 2009 | Superliga drużynowych mistrzostw Europy | Leiria     | sztafeta 4 × 100 m | 3. miejsce  | 38,30 |
| 2009 | Mistrzostwa świata                      | Berlin     | bieg na 100 m      | ćwierćfinał | 10,27 |
| 2009 | Mistrzostwa świata                      | Berlin     | sztafeta 4 × 100 m | 8. miejsce  | 39,21 |
| 2009 | Światowy finał lekkoatletyczny IAAF     | Saloniki   | bieg na 100 m      | 7. miejsce  | 10,30 |
| 2010 | Halowe mistrzostwa świata               | Doha       | bieg na 60 m       | 6. miejsce  | 6,65  |
| 2010 | Mistrzostwa Europy                      | Barcelona  | bieg na 100 m      | półfinał    | 10,43 |
| 2011 | Superliga drużynowych mistrzostw Europy | Sztokholm  | sztafeta 4 × 100 m | 2. miejsce  | 38,71 |
| 2012 | Mistrzostwa Europy                      | Helsinki   | sztafeta 4 × 100 m | 3. miejsce  | 38,46 |
| 2012 | Igrzyska olimpijskie                    | Londyn     | sztafeta 4 × 100 m | 3. miejsce  | 38,16 |

## Rekordy życiowe
- 60 metrów (hala) - 6,45 (13 lutego 2005 w Karlsruhe); były halowy rekord Europy, 6. wynik w historii światowej lekkoatletyki, rekord Francji
- 100 metrów - 9,99 (18 czerwca 2005 w Lozanna); były rekord Francji
- 200 metrów - 20,27 (28 sierpnia 2005 w Rieti)